# Mina®
Mina® è il venticinquesimo album in studio della cantante italiana Mina, pubblicato nell'ottobre 1974 dalla PDU con distribuzione EMI Italiana.

## Descrizione
Pubblicato inizialmente insieme a Baby Gate come parte del consueto album doppio annuale della cantante, è stato in seguito venduto singolarmente.
La sovracopertina del doppio è un montaggio dei due disegni utilizzati per le copertine indipendenti degli album, le cui buste non hanno alcuna dicitura sulla costa quando fanno parte di questa confezione.
Singolarmente è stato pubblicato su Long playing (PDU PLD 6005) e MC (PMA 605) nel 1974, poi su CD (CDP 7902762) e nel 2001 rimasterizzato (EMI/PDU 243 5350912). Identica è la versione LP stampata in Spagna dalla Odeon lo stesso anno (J 062-96.158).
Nessun singolo è stato estratto dagli album, eccetto un promo per juke-box, privo di copertina e con etichetta bianca (PDU PA JB 134), che contiene un brano da ciascuno dei due LP: Nuur da Mina® e Mr Blue da Baby Gate.
Esiste un altro singolo, anch'esso promozionale, che vede su entrambi i lati brani provenienti da quest'album: Distanze e di nuovo Nuur (PDU/Fono Film PA CI 130).
Primo album doppio della cantante ad arrivare in testa alla classifica settimanale dei 33 giri, a fine 1975 sarà 14° tra i più venduti, sopravanzato in 12ª posizione dalla raccolta Del mio meglio n. 3 della stessa Mina, che contiene brani tratti dagli album precedenti, ma che non ha mai raggiunto la vetta durante le settimane di vendita (al massimo un 4º posto).

## I brani
- Due o forse tre

Presente in lingua spagnola, titolo Dos o acaso tres e testo di Jaime Israel, nella raccolta del 1975 riservata al mercato iberico Mina canta en español.
In lingua francese, Deux peut-être trois di Pierre Delanoë, nell'antologia Mina (1975, PDU/Pathé C066 14214) pubblicata solo mercato transalpino.
Le versioni rimasterizzate dei due brani compariranno nel 2011 rispettivamente nelle relative antologie internazionali su CD: Je suis Mina e Yo soy Mina.
- Tutto passerà vedrai

Esiste anche in spagnolo con il testo di Jaime Israel e titolo Todo pasará, verás nell'album edito solo in Spagna Mina canta en español del 1975. Successivamente masterizzata sul CD Yo soy Mina (2011).
- Caravel

Oltre alla versione in italiano, reperibile anche nella raccolta Del mio meglio n. 4 (1977), è stata incisa da Mina in francese, titolo La chiromancienne testo di Pierre Delanoë, come lato B di un singolo e brano della raccolta Mina (PDU/Pathé C066 14214), entrambi commercializzati solo in Francia nel 1975. Presente su CD internazionale Je suis Mina (2011).
- Nuur

Il brano che avrebbe dovuto essere inciso in arabo, nella cui lingua il titolo significa luce, si propone come uno dei primi esempi di World music in Italia. Sicuramente una delle più originali interpretazioni di Mina, su un arrangiamento di etnia indo-araba che utilizza anche strumenti orientali (suonati da Osvaldo Miccichè): sitar, tampura, tabla, oltre la chitarra a 12 corde come solista e accompagnamento all'unisono col sitar.
Mina incide la canzone anche in francese Lumière, testo di Pierre Delanoë, pubblicata nella raccolta Mina (1975, PDU/Pathé C066 14214) per il mercato transalpino; e in spagnolo, mantenendo lo stesso titolo (testo di A. Belgrano), ma senza pubblicarla. Entrambe rimasterizzate compariranno nel 2011 rispettivamente in Je suis Mina e Yo soy Mina.
- Distanze

In spagnolo, titolo Distancias, testo di Julio Cèsar
In francese, titolo Ensemble, testo di Pierre Delanoë
si trovano nelle stesse raccolte su album e su CD, insieme ai brani delle rispettive lingue (vedi sopra Due o forse tre).
Un videoclip in italiano per promuovere il brano nella raccolta Del mio meglio n. 3 è stato registrato nel 1975 e presentato nel programma Adesso musica, andato in onda il primo agosto; è stato inserito nel DVD I miei preferiti (Gli anni Rai) del 2014. Durante la sessione di riprese Mauro Balletti scatta la foto che diventerà copertina dell'album La Mina, pubblicato a ottobre 1975.
- Solo lui

Oltre all'italiano, esiste solo in francese: Rien que vous, testo del solito Delanoë, nelle già viste raccolte Mina (PDU/Pathé C066 14214) del 1975 e Je suis Mina del 2011.

## Tracce
Lato A
1. Due o forse tre – 4:12 (testo: Andrea Lo Vecchio – musica: Shel Shapiro; edizioni musicali PDU/Shesha)
2. Tutto passerà vedrai – 3:50 (testo: Andrea Lo Vecchio – musica: Shel Shapiro; edizioni musicali PDU, Shesha)
3. Caravel – 3:00 (Guido Bolzoni; edizioni musicali PDU)
4. Una musica va – 3:28 (testo: Guido Bolzoni – musica: Mario Nobile; edizioni musicali PDU)
5. L'amore è un'altra cosa – 2:34 (testo: Andrea Lo Vecchio – musica: Pino Presti; edizioni musicali PDU)
6. Penombra – 3:53 (testo: Giorgio Calabrese – musica: Gianni Ferrio; edizioni musicali PDU/Bixio)

Lato B
1. Nuur – 4:28 (testo: Ermanno Capelli – musica: Osvaldo Miccichè; edizioni musicali PDU)
2. Distanze – 4:39 (testo: Luigi Albertelli – musica: Roberto Soffici; edizioni musicali PDU/Fono Film)
3. Mai prima – 4:00 (testo: Franca Evangelisti – musica: Fabio Massimo Cantini; edizioni musicali PDU/RCA)
4. Solo lui – 4:26 (testo: Franca Evangelisti – musica: Fabio Massimo Cantini; edizioni musicali PDU/RCA/Karma)
5. Trasparenze – 3:46 (testo: Giorgio Calabrese – musica: Gianni Ferrio; edizioni musicali PDU/Bixio)

## Arrangiamenti e direzioni orchestrali
- Pino Presti: Due o forse tre, Tutto passerà vedrai,  Una musica va,  L'amore è un'altra cosa,  Nuur, Distanze
- Vince Tempera: Caravel
- Gianni Ferrio: Penombra e Trasparenze
- Toto Torquati: Mai prima e Solo lui

Tecnico del suono Nuccio Rinaldis.